# Høj sødgræs
Høj sødgræs (Glyceria maxima) er en op til 2 meter høj, flerårig græsart med en kraftig, opret vækst. Den er knyttet til rørsumpe med næringsrigt vand. Frøene smager sødt.

## Beskrivelse
Høj sødgræs er en flerårig græsart med en kraftig, opret vækst. Stænglerne har mange knæ, og de er runde i tværsnit, hårløse og hule. Bladene sidder spredtstillet, og de er overhængende, linjeformede og flade med bådformet spids og hel rand. Begge bladsider er lysegrønne. Høstfarven er gulbrun.
Blomstringen foregår i juli-august, hvor man finder blomsterne samlet i store, rigt forgrenede og endestillede toppe. Småaksene er 4-10 blomstrede med helrandede, let tilspidsede dækblade. Frøene er forholdsvis store og runde i tværsnit.
Rodsystemet består af vandret krybende jordstængler og et netværk af trævlede rødder.
Højde x bredde og årlig tilvækst: 2,00 x 1,00 m (200 x 100 cm/år), heri ikke medregnet skud fra underjordiske stængler.

## Hjemsted
Høj sødgræs har sin naturlige udbredelse i Lilleasien, Kaukasus, det vestlige Sibirien og det meste af Europa. I Danmark er den almindelig i det meste af landet, men mangler dog på Anholt. Arten er knyttet til lysåbne voksesteder med en næringsrig og våd eller oversvømmet jord.
Ved bredden af Bølling Sø findes arten i rørsump sammen med bl.a. blåtop, alm. fredløs, alm. rapgræs, alm. star, sumpstrå, sværtevæld, tagrør, bredbladet dunhammer, bukkeblad, duskfredløs, dyndpadderok, engforglemmigej, engrørhvene, enkelt pindsvineknop, gifttyde, grenet pindsvineknop, knæbøjet rævehale, kragefod, krybhvene, kærsvovlrod, kærmysse, liden siv, lysesiv, mannasødgræs, nedbøjet ranunkel, nikkende brøndsel, næbstar, rørgræs, smalbladet dunhammer, smalbladet kæruld, stiv star, søkogleaks, tiggerranunkel, tuekæruld og vandnavle
Arten er karakterart for klassen Phragmitetea og plantesamfundet Glycerietum maximae [2].

## Anvendelse
Frøene smager sødt og kan formales til et velsmagende mel.
| Portal | Portal:Botanik |

## Fodnoter
1. ↑  Per Nissen Grøn: Vegetation i Bølling Sø 2008